# Labuť (rybník na Kostrateckém potoce)
Labuť je největším rybníkem lnářsko-blatenské rybniční oblasti. Nachází se asi 5 km na severovýchod od Blatné, v těsném sousedství s obcí Myštice. U severozápadního břehu se nachází obec Chobot. Vodní plocha má rozlohu 101 ha , délku 2600 m a šířku asi 450 m. Leží v nadmořské výšce 450 m. Rybník Labuť byl založený v roce 1492 pánem Lvem z Rožmitálu a Blatné. Je největším rybníkem okresu Strakonice.

## Historie
Původní název rybníka byl Střížovický rybník, podle jedné z okolních vesnic. Současný poetický název upomíná na tvar labutího krku. Původní Střížovický rybník, byl postaven mezi lety 1492 – 1503 bohatým šlechticem a významným politikem Zdeňkem Lvem z Rožmitálu. Majitel blatenského a rožmitálského panství musel získat povolení a finanční vyrovnání od krále Vladislava II. Jagellonského, protože zaplavil část pozemků ve vlastnictví země. K finálnímu vyrovnání mezi Zdeňkem Lvem z Rožmitálu a Jindřichem ze Švamberka, zástavním držitelem Zvíkova, došlo smlouvou z 26. května 1503. V roce 1870 se chystalo vysušení rybníka, ale tehdejší majitel panství, baron Robert Hilprandt rozhodl o jeho zachování.

## Vodní režim
Rybník je napájený Kostrateckým potokem, který rybník také opouští.

## Využití
Rybník je průtočný a slouží k chovu ryb. Slouží i ke koupání a veslování. Pláž je travnatá, dno písčité. Na rybníce hospodaří podnik Blatenská ryba a jednou za dva roky pořádá slavnostní výlov. V mezičase bývá rybník zpřístupněn i sportovním rybářům.